# پرسی
پرسِـی (انگلیسی: Per Se) رستورانی آمریکایی در منهتن با تمرکز بر آشپزی فرانسوی و آشپزی نوین آمریکایی است که در سال ۲۰۰۴ توسط توماس کلر راه‌اندازی شد. در حال حاضر، سرآشپز ارشد آن چاد پالاگی است. این رستوران سه ستارهٔ میشلن دارد و از سال ۲۰۰۶ تا کنون این سه ستاره را حفظ کرده‌است.
این رستوران دو منوی نه غذایی با قیمت ۳۵۵ دلار، یک منوی گیاهی و یک منوی پنج غذایی با قیمت ۲۴۵ دلار ارائه می‌دهد. غذاهای این منوها ثابت هستند، اما مهمانان اجازه دارند چیزهایی به آن اضافه کنند که ممکن است قیمت منو را تا ۸۰۰ دلار افزایش دهد. به گفته مسئولان پرسِـی، فهرست شراب‌های این رستوران شامل ۲۰۰۰ شراب است.